# Dos ángeles y un pecador
 Dos ángeles y un pecador  es una película en blanco y negro de Argentina dirigida por Luis César Amadori sobre el guion de Sixto Pondal Ríos y Carlos Alberto Olivari que se estrenó el 4 de julio de 1945 y que tuvo como protagonistas a Zully Moreno, Pedro López Lagar, Fanny Navarro y Florindo Ferrario.

## Sinopsis
Un ángel tutelar acompaña a un hombre que había hecho un trato con la muerte, del cual se arrepiente por una mujer. 

## Reparto
- Zully Moreno ... Adriana Villar
- Pedro López Lagar ... Fernando Peña
- Fanny Navarro ... Ángel de la guarda de Fernando
- Florindo Ferrario ... Doctor Jorge Gálvez
- Liana Moabro
- Miriam Sucre
- Adriana Alcock
- José A. Paonessa ... juez
- Roberto Bordoni ... médico forense
- Nora Loubet
- Margarita Burke
- Leda Urbi
- Warly Ceriani

## Comentario
La crónica de La Nación dijo:

”Un poco en tono de farsa y casi siempre sonriente, pues no llegan sus instantes dramáticos a las expresiones de la emoción, se ha conducido la línea dramática….En el doble juego de fantasía y realidad alterna la comedia y es frecuente el enlace de los planos hasta desconcertar al comienzo, cuando aún no sabe el público lo que ha de desfuilar frente a sus ojos.”